# Сауков, Александр Александрович
Алекса́ндр Алекса́ндрович Сауков (2 [15] августа 1902, Мологский уезд, Ярославская губерния — 23 октября 1964, Москва) — советский учёный-геохимик; доктор геолого-минералогических наук (1943), профессор (1943), член-корреспондент Академии наук СССР (1953).

## Биография
Родился 2 (15) августа 1902 года в деревне Чурилово (Мологский уезд, Ярославской губернии), в крестьянской семье.
В 1910 году поступил в начальную школу в селе Веретея, по окончании которой начал учиться в Высшем начальном училище города Мологи.
В 1919—1920 годах продолжил своё образование на педагогических курсах. В 1920—1921 годах работал учителем в сельской школе в деревне Золотково.
В 1922 году поступил на геохимическое отделение химического факультета Петроградского политехнического института, которое окончил в 1929 году. Будучи студентом, в 1925 году он проходил производственную практику в Ферганской поисково-разведочной партии экспедиции Комиссии по изучению естественных производительных сил (при Академии наук СССР) в Средней Азии под руководством Ферсмана А. Е., а также в 1927—1928 годах принимал участие в экспедициях по исследованию месторождений ртути в Хайдаркане (Алайский хребет) и Чаувайе (южная Фергана).
В 1929 году, после окончания института был принят на работу в должности научного сотрудника Комиссии по изучению естественных производительных сил при АН СССР и направлен в Забайкалье для исследования месторождения ртути. В 1932 году Сауков был принят на должность ученого секретаря Института минералогии, геохимии и кристаллографии им. М. В. Ломоносова АН СССР, и в этом же году в должности начальника Южно-Дарвазского геохимического отряда принимал участие в работе Таджикско-Памирской экспедиции АН СССР.
В 1935—1937 годах работал старшим научным сотрудником Института минералогии, геохимии и кристаллографии.
С 1937 года преподавал геохимию в Московском государственном университете и Московском геологоразведочном институте. В 1938—1943 годах занимал должность заведующего Центральной химической лаборатории.
В 1944—1949 годах — заместитель директора по научной части Института геологических наук АН СССР.
В 1949—1952 годах был начальником, а в 1952—1964 годах — научным руководителем Среднеазиатской экспедиции Института геологических наук АН СССР.
Кроме научной, занимался общественной деятельностью. Член КПСС с 1945 года. Был член редколлегии журнала «Геохимия» (1963—1964).
Умер 23 октября 1964 года в Москве. Похоронен на Новодевичьем кладбище (6 участок, 11 ряд).

## Семья
Отец — Сауков Александр Федорович, участник Первой мировой и гражданской войн, первый председатель Веретейского волостного исполкома.
Мать — Саукова Анна Ивановна (1878—1950).
- Сёстры — Мария (1905—1942), Надежда (1910—1960) и Лидия (род. 1919).

Жена — Саукова (урождённая Дадаки) Элькиони Дмитриевна (1916—?), окончила Институт цветных металлов и золота.
- Сын — Сауков Сергей Александрович (род. 1942), окончил Московский энергетический институт.

## Награды
- 3 ордена Трудового Красного Знамени (10.06.1945; 1954; 1963);
- медали;
- Сталинская премия второй степени (1947) — за научный труд «Геохимия ртути» (1946);
- Сталинская премия третьей степени (1952) — за учебное пособие «Геохимия», 2-е переработанное издание (1951);
- Премия имени А. Е. Ферсмана АН СССР (1964);
- Почётный член Королевского геологического общества Корнуолла (Великобритания) (1961).

## Память
- В честь А. А. Саукова назван минерал сауковит (Hg, Cd, Zn)S — разновидность метациннабарита, содержащая цинк и кадмий. Был обнаружен в составе ртутных руд кварцево-барито-карбонатных жил Уланду и Курайской рудной зоны Горного Алтая[4].
- Также в его честь названа улица в Заволжском районе города Ярославля и в посёлке Хайдаркен (Кыргызстан).
- Установлены мемориальные доски в начальной школе в селе Веретея (Ярославская область, 1977) и на здании средней школы № 52 города Ярославля (2007).